# Emil Crasborn
Emile Johan Hubert Marie (Emil) Crasborn (Thorn, 6 mei 1920 – Venlo, 1 juni 1990) was een Nederlands politicus.
Hij ging in 1942 rechten studeren aan de Katholieke Universiteit Nijmegen maar besloot enige tijd later om onder te duiken. Hij fungeerde na de bevrijding een jaar als tolk bij de geallieerden legers. Eind 1949 slaagde hij in Nijmegen voor het doctoraal-examen rechten. Hij was enige tijd juridisch-economisch medewerker en werd vervolgens volontair bij de gemeente Maasbracht. Later maakte hij de overstap naar de gemeentesecretarie van Beesel waar hij eveneens volontair was. In september 1952 werd Crasborn op 32-jarige leeftijd de burgemeester van Grathem. Begin 1969 werd een onderzoek gestart omdat hij verdacht werd met declaraties gefraudeerd te hebben en hij ging toen met ziekteverlof. In augustus van dat jaar werd hem op eigen verzoek eervol ontslag verleend. Crasborn overleed in 1990 op 70-jarige leeftijd.